# Parkwarntafel
Eine Parkwarntafel ist eine reflektierende Tafel zur Kennzeichnung geparkter Fahrzeuge.

## Situation in Deutschland

Zeichen 630: Parkwarntafel (Deutschland)

Unter dem Begriff „Park-Warntafel“ wurde Zeichen 630 mit der Neunten Verordnung zur Änderung der Straßenverkehrs-Ordnung (StVO) vom 22. März 1988 im Bundesgesetzblatt veröffentlicht  und ab 1. Oktober 1988 rechtsgültig. Parkwarntafeln sind insbesondere für Anhänger relevant. Nach § 17 Abs. 4 Satz 3 StVO müssen Kraftfahrzeuge mit einer zulässigen Gesamtmasse von mehr als 3,5 t und Anhänger, die innerorts geparkt werden, stets mit eigener Lichtquelle (also Standlicht) oder mit einer zugelassenen lichttechnischen Einrichtung kenntlich gemacht werden, zu denen auch Parkwarntafeln nach § 51c Abs. 5 StVZO gehören.
Das Aussehen der Parkwarntafel ist in der StVO festgelegt (Zeichen 630). Die Parkwarntafel ist so anzubringen, dass die jeweils 100 mm breiten diagonalen Streifen von der Innenseite des Fahrzeugs nach unten zur Fahrbahn zeigen. Parkwarntafeln existieren in zwei Größen, Form A (423 × 423 mm) und Form B (282 × 282 mm).
Parkwarntafeln dürfen nur bei geparkten Fahrzeugen angebracht sein; ansonsten müssen sie während der Fahrt eingeklappt sein. Sie müssen auf der der Straße zugewandten Seite angebracht sein, und zwar grundsätzlich sowohl vorne als auch hinten. Die Parkwarntafel darf mit ihrer Oberkante nicht höher als 1000 mm über der Fahrbahnoberfläche sein und sie muss grundsätzlich mit dem Umriss des Fahrzeugs abschließen, wobei eine Toleranz von bis zu 100 mm nach innen zulässig ist. Rückstrahler und amtliche Kennzeichen dürfen nicht durch die Parkwarntafel verdeckt werden.
Außerhalb geschlossener Ortschaften sind Parkwarntafeln nicht zulässig. Hier müssen Anhänger zwingend über eine eigene Lichtquelle verfügen.